# MAZ-6317
Il MAZ-6317 è un autocarro a trazione integrale 6x6. È prodotto dallo stabilimento automobilistico di Minsk in versione militare e civile.

## Storia
Costruito alla fine degli anni '80 su disposizione del Ministero della Difesa dell'URSS.
La produzione è iniziata nel 1993.
I veicoli di pre-produzione, equipaggiati con un motore TMZ-8424 prodotto dalla Tutaevsky Motor Plant con una capacità di 425 CV, furono testati in varie condizioni climatiche e nel 1996 furono messi in produzione.
Nel 1998, i primi 12 autocarri MAZ-6317 furono trasferiti alle forze armate della Bielorussia. Dopo il completamento della fabbrica e delle prove su strada, nel 2001 fu deciso di acquistare MAZ-6317 per le forze armate della Bielorussia.
Nel marzo 2016 è stato firmato un accordo sull'assemblaggio di camion MAZ-6317 a Cherkassy, presso la filiale della società Bogdan "Impianto di assemblaggio di automobili n. 2" (con il nome "Bogdan-6317"). Più tardi, la società di Kiev NPO Praktika CJSC ha prodotto una versione blindata del MAZ-6317 (con una cabina blindata con il proprio design e corazzatura).
È in servizio con le forze armate della Bielorussia, della Federazione Russa, dell'Azerbaigian ed è utilizzato anche dai vigili del fuoco e da altre organizzazioni civili di questi paesi.

## Modifiche
- MAZ-6317: versione base per l'esercito
- MAZ-6417: adibito al trasporto di legname
- MAZ-6425: motrice per camion
- MAZ-6517: autocarro con cassone ribaltabile
- MAZ-5316: versione a due assi con trazione 4x4
- Bogdan-63172: una variante ucraina del MAZ-6317 equipaggiata con un motore WP10.380E32 a 6 tempi e a 6 cilindri prodotto in Cina, presentato nel 2017.[7]

## Macchine base

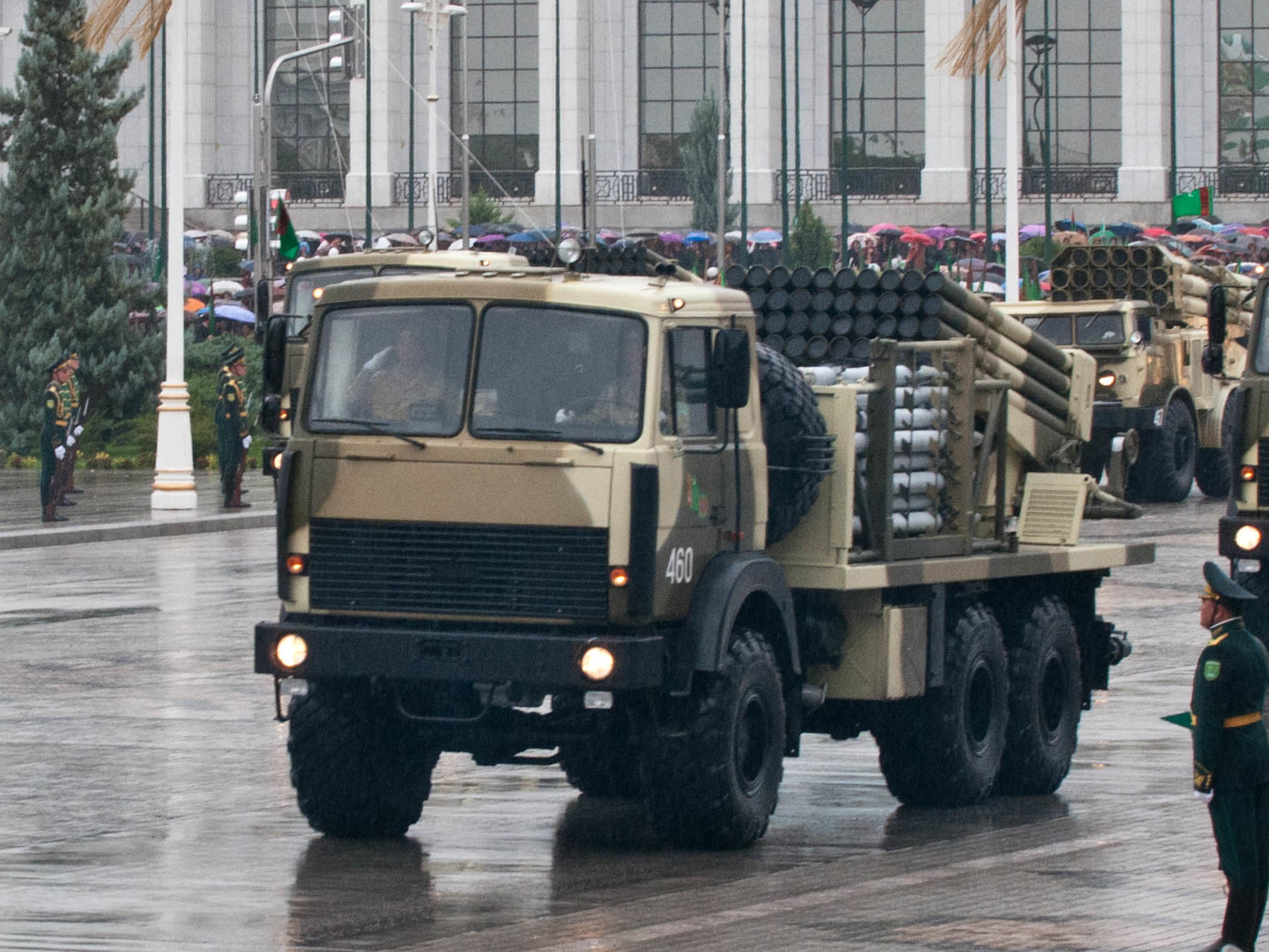
BM-21A "BelGrad"

- BM-21A "BelGrad": è una modifica bielorussa del BM-21 "Grad", la cui unità di artiglieria è stata trasferita dal telaio Ural-375D a quello del MAZ-6317-05. Il "BelGrad" è dotato di arresti idraulici e può trasportare due munizioni anziché una. Lo sviluppo è iniziato nel 1997,  entrando in servizio nel 2001.[8]
- 2S22 "Bohdana": semovente d'artiglieria sviluppato dall'Ucraina fra il 2015 e il 2022, la cui versione di pre-produzione era montata sul telaio del MAZ-6317.